# Шпайдель, Вильгельм (музыкант)
Вильгельм Шпайдель (нем. Wilhelm Speidel; 3 сентября 1826, Ульм — 13 октября 1899, Штутгарт) — немецкий пианист, дирижёр, композитор и музыкальный педагог.

## Биография
Сын Конрада Шпайделя (1804—1880), многие годы руководившего в Ульме хором и квартетом. Брат критика Людвига Шпайделя. В 1842—1846 гг. учился музыке в Мюнхене, в том числе у Игнаца Лахнера (композиция) и Кристиана Ваннера (фортепиано). В 1846—1847 гг. преподавал частным образом в Эльзасе, затем вернулся в Мюнхен, откуда предпринял ряд гастрольных поездок по Германии, завоевав признание преимущественно как исполнитель произведений Людвига ван Бетховена. В 1853—1856 гг. работал в Ульме как хоровой дирижёр.
В 1857 г. перебрался в Штутгарт и стал одним из основателей Штутгартской консерватории. В 1873 г., оставив её, основал собственную музыкальную школу для пианистов, которая в 1884 г. влилась в состав консерватории, так что Шпайдель вернул себе должность профессора. Руководил также штутгартским мужским хором.
Начав сочинять мелкие фортепианные пьесы в восьмилетнем возрасте, Шпайдель оставил скрипичную и виолончельную сонаты, фортепианное трио, несколько оркестровых увертюр, разнообразные сочинения для мужского хора. Наиболее известным сочинением Шпайделя оказался написанный в 1887 году военный марш, который в 1960-е гг., с дописанными к нему позже словами, был принят под названием «Товарищи, рука в руке» (нидерл. Hand In Hand, Kameraden) в качестве клубной песни болельщиками футбольного клуба «Фейенорд».